# فخرآباد (تفت)
فخرآباد روستایی در بخش گاریزات شهرستان تفت استان یزد

## جمعیت
بر پایه سرشماری عمومی نفوس و مسکن در سال ۱۳۹۵ جمعیت این روستا ۲۱۷ نفر (۸۰خانوار) بوده‌است.